# Religia objawiona
Religia objawiona, założona – religia, której początki związane są z działalnością założyciela czy proroka. Okres jego działalności uznawany jest za początek historii tej religii. Według jej wyznawców istoty boskie przekazują prorokom prawdy o świecie i bogach. Zostają one później spisane w świętych księgach.
Często wyznawcy przyjmują jedno z wydarzeń w biografii założyciela czy proroka jako początek kalendarza religijnego (np. narodziny Jezusa, ucieczka Mahometa z Mekki do Medyny; zobacz: era kalendarzowa). Wobec takich systemów religijnych stosuje się również nazwę religie założone.
Termin religie objawione istnieje w opozycji do religii naturalnych, które są uznawane za istniejące „od zawsze”. Chociaż określenie „objawione” może być sporne (jako że podział tej klasyfikacji jest dalece umowny - decydujące kryterium stanowi tu założenie wynikające z aspektu wiary w ramach danego systemu wyznaniowego), to przez termin ten rozumieć należy zarówno objawienie boskie w sensie chrześcijańskim, jak również pojawiające się w innych religiach oświecenie, misję, posłannictwo, nową drogę czy nowe systemy wartości.
Religie założone i prorocy uznani za ich założycieli:
- bahaizm – Bahá'u'lláh
- chrześcijaństwo – Jezus Chrystus
- islam – Mahomet
- judaizm – Abraham
- sikhizm – Nanak
- zaratusztrianizm – Zaratusztra

Inne religie i osoby uznawane za ich założycieli (w tych wypadkach kwestia proroctwa i objawienia jest bardziej sporna):
- buddyzm – Budda
- dżinizm – Wardhamana Mahawira
- taoizm (w formie religijnej) – Zhang Daoling
- konfucjanizm (w formie religijnej) – Konfucjusz